# تبدیلات گالیله
معادلاتی که در فیزیک کلاسیک مختصات فضا و زمان دو دستگاه مختصات را که با سرعت ثابت نسبت به هم حرکت می‌کنند، به‌هم مربوط می‌سازند، تبدیلات گالیله‌ای یا نیوتنی می‌نامند.
دو دستگاه {\displaystyle s'} و {\displaystyle s} را در نظر می‌گیریم به‌طوری که دستگاه {\displaystyle s'} نسبت به دستگاه {\displaystyle s} با سرعت ثابت u به طرف راست حرکت می‌کند. u هم‌جهت با سوی مثبت محورهای X دو دستگاه مختصات در نظر گرفته می‌شود.
مختصات فضایی رویداد A در دستگاه S به‌صورت {\displaystyle (x,y,z,t)} و از دید ناظرS' دارای مختصات {\displaystyle (x',y',z',t')} است.
در این صورت تبدیلات گالیله به صورت زیر خواهد بود:
{\displaystyle x'=x-tu_{x},\quad y'=y,\quad z'=z,\quad t'=t}
- تساوی {\displaystyle y'=y,\quad z'=z,\quad } از این حقیقت ناشی می‌شود که حرکت نسبی دو دستگاه عمود بر محور مختصات Y. Z است.
- در تبدیلات گالیله‌ای زمان مطلق است. یعنی دو ساعت هماهنگ با هر سرعتی نسبت به‌یکدیگر حرکت کنند، ناظر هیچ اختلاف زمانی در این ساعت‌ها نخواهد دید.

## تبدیلات گالیله‌ای سرعت و شتاب
تبدیلات سرعت و شتاب گالیله‌ای با مشتق‌گیری نسبت به زمان از تبدیلات فضا، زمان حاصل می‌شوند.
- تبدیلات گالیله‌ای سرعت

{\displaystyle v_{x}'=v_{x}-u_{x},\quad v_{y}'=v_{y},\quad v_{z}'=v_{z},\quad }
- تبدیلات گالیله‌ای شتاب

{\displaystyle a_{x}'=a_{x},\quad a_{y}'=a_{y},\quad a_{z}'=a_{z},\quad }